# Wahlkreis Aberdeen Central (Schottisches Parlament)
| Aberdeen Central                       |
| -------------------------------------- |
| Aberdeen Central · North East Scotland |
| Gebildet                               |
| 1999                                   |
| Abgeordneter                           |
| Kevin Stewart (SNP)                    |
| Regionen                               |
| Aberdeen                               |

Aberdeen Central ist ein Wahlkreis für das Schottische Parlament. Er wurde 1999 als einer von neun Wahlkreisen der Wahlregion North East Scotland eingeführt, die im Zuge der Revision der Wahlkreise im Jahre 2011 neu zugeschnitten und auf zehn Wahlkreise erweitert wurde. Hierbei wurden auch die Grenzen von Aberdeen Central neu gezogen. Er umfasst den Innenstadtbereich von Aberdeen und entsendet einen Abgeordneten. 
Der Wahlkreis erstreckt sich über eine Fläche von 17,6 km2. Im Jahre 2020 lebten 83.276 Personen innerhalb seiner Grenzen.

## Wahlergebnisse

### Parlamentswahl 1999
| Ergebnisse der Parlamentswahl 1999 | Ergebnisse der Parlamentswahl 1999 | Ergebnisse der Parlamentswahl 1999 | Ergebnisse der Parlamentswahl 1999 |
| Partei                             | Kandidat                           | Stimmen                            | %                                  |
| ---------------------------------- | ---------------------------------- | ---------------------------------- | ---------------------------------- |
| Labour                             | Lewis Macdonald                    | 10.305                             | 38,9                               |
| SNP                                | Richard Lochhead                   | 7609                               | 28,7                               |
| Liberal Democrats                  | Eleanor Anderson                   | 4403                               | 16,6                               |
| Conservative                       | Tom Mason                          | 3655                               | 13,8                               |
| Scottish Socialist                 | Andy Cumbers                       | 523                                | 2,0                                |

### Parlamentswahl 2003
| Ergebnisse der Parlamentswahl 2003 | Ergebnisse der Parlamentswahl 2003 | Ergebnisse der Parlamentswahl 2003 | Ergebnisse der Parlamentswahl 2003 | Ergebnisse der Parlamentswahl 2003 |
| Partei                             | Kandidat                           | Stimmen                            | %                                  | ±                                  |
| ---------------------------------- | ---------------------------------- | ---------------------------------- | ---------------------------------- | ---------------------------------- |
| Labour                             | Lewis Macdonald                    | 6835                               | 32,6                               | −6,3                               |
| SNP                                | Richard Lochhead                   | 5593                               | 26,7                               | −2,0                               |
| Liberal Democrats                  | Eleanor Anderson                   | 4744                               | 22,6                               | +6,0                               |
| Conservative                       | Alan Butler                        | 2616                               | 12,5                               | −1,3                               |
| Scottish Socialist                 | Andy Cumbers                       | 1176                               | 5,6                                | +3,6                               |
| Wahlbeteiligung: 20.964 (42,37 %)  |                                    |                                    |                                    |                                    |

### Parlamentswahl 2007
| Ergebnisse der Parlamentswahl 2007 | Ergebnisse der Parlamentswahl 2007 | Ergebnisse der Parlamentswahl 2007 | Ergebnisse der Parlamentswahl 2007 | Ergebnisse der Parlamentswahl 2007 |
| Partei                             | Kandidat                           | Stimmen                            | %                                  | ±                                  |
| ---------------------------------- | ---------------------------------- | ---------------------------------- | ---------------------------------- | ---------------------------------- |
| Labour                             | Lewis Macdonald                    | 7232                               | 34,2                               | +1,6                               |
| SNP                                | Karen Shirron                      | 6850                               | 32,4                               | +5,7                               |
| Liberal Democrats                  | John Stewart                       | 4693                               | 22,2                               | −0,4                               |
| Conservative                       | Andrew Jones                       | 2345                               | 11,1                               | −1,4                               |
| Wahlbeteiligung: 21.120 (45,33 %)  |                                    |                                    |                                    |                                    |

### Parlamentswahl 2011
| Ergebnisse der Parlamentswahl 2011 | Ergebnisse der Parlamentswahl 2011 | Ergebnisse der Parlamentswahl 2011 | Ergebnisse der Parlamentswahl 2011 | Ergebnisse der Parlamentswahl 2011 |
| Partei                             | Kandidat                           | Stimmen                            | %                                  | ±                                  |
| ---------------------------------- | ---------------------------------- | ---------------------------------- | ---------------------------------- | ---------------------------------- |
| SNP                                | Kevin Stewart                      | 10.058                             | 40,0                               | +7,6                               |
| Labour                             | Lewis Macdonald                    | 9441                               | 37,5                               | +3,3                               |
| Conservative                       | Sandy Wallace                      | 3100                               | 12,3                               | +1,2                               |
| Liberal Democrats                  | Sheila Thomson                     | 2349                               | 9,3                                | −12,9                              |
| National Front                     | Mike Phillips                      | 201                                | 0,8                                | +0,8                               |

### Parlamentswahl 2016
| Ergebnisse der Parlamentswahl 2016 | Ergebnisse der Parlamentswahl 2016 | Ergebnisse der Parlamentswahl 2016 | Ergebnisse der Parlamentswahl 2016 | Ergebnisse der Parlamentswahl 2016 |
| Partei                             | Kandidat                           | Stimmen                            | %                                  | ±                                  |
| ---------------------------------- | ---------------------------------- | ---------------------------------- | ---------------------------------- | ---------------------------------- |
| SNP                                | Kevin Stewart                      | 11.648                             | 43,6                               | +3,6                               |
| Labour                             | Lewis Macdonald                    | 7.299                              | 27,3                               | −10,2                              |
| Conservative                       | Tom Mason                          | 6.022                              | 22,6                               | +10,2                              |
| Liberal Democrats                  | Ken McLeod                         | 1.735                              | 6,5                                | −2,8                               |
| Wahlbeteiligung: (46,7 %)          |                                    |                                    |                                    |                                    |

### Parlamentswahl 2021
| Ergebnisse der Parlamentswahl 2021 | Ergebnisse der Parlamentswahl 2021 | Ergebnisse der Parlamentswahl 2021 | Ergebnisse der Parlamentswahl 2021 | Ergebnisse der Parlamentswahl 2021 |
| Partei                             | Kandidat                           | Stimmen                            | %                                  | ±                                  |
| ---------------------------------- | ---------------------------------- | ---------------------------------- | ---------------------------------- | ---------------------------------- |
| SNP                                | Kevin Stewart                      | 14.217                             | 44,9                               | +1,3                               |
| Conservative                       | Douglas Lumsden                    | 7.623                              | 24,1                               | +1,5                               |
| Labour                             | Barry Black                        | 6.294                              | 19,9                               | −7,4                               |
| Green Party                        | Guy Ingerson                       | 2.087                              | 6,6                                | +6,6                               |
| Liberal Democrats                  | Desmond Bouse                      | 1.417                              | 4,5                                | −2,0                               |
| Wahlbeteiligung: (56,0 %)          |                                    |                                    |                                    |                                    |